# Alfa Romeo 155
Alfa Romeo 155 (type 167) var en firedørs stor mellemklassesedan fra det italienske bilmærke Alfa Romeo bygget mellem starten af 1992 og efteråret 1997.

## Generelt
I modsætning til den baghjulstrukne forgænger Alfa 75 havde 155 forhjulstræk og tværliggende motor. Den eneste undtagelse var Q4-modellen, som ligesom racerudgaven var firehjulstrukket og udstyret med firecylindret turbomotor. Bilen delte platform med sine koncernsøskende: Alt efter version og motor blev den samme eller en i detaljer modificeret såkaldt Tipo-platform benyttet i følgende bilmodeller:
Tipo (oprindelig platform), Fiat Tempra, Coupé, Bravo, Brava, Marea, Multipla, Lancia Delta og Dedra samt Alfa Romeo 145, 146, 155, Spider og GTV og i lettere modificeret form også i 155-efterfølgeren Alfa Romeo 156. V6- og Q4-modellerne kunne også fås med et elektronisk styret dæmpersystem med to forskellige indstillinger (automatisk og Sport).
155 var designet af I.DE.A Institute; den ansvarlige designer var Ercole Spada.

## Modelhistorie
155 kom på markedet i februar 1992 med valgmulighed mellem to firecylindrede Twin Spark-motorer (1,8 liter 93 kW (126 hk) og 2,0 liter 104 kW (141 hk)) samt en 2,5-liters V6-motor med 120 kW (163 hk). Den i efteråret 1992 introducerede Q4-model havde permanent firehjulstræk, tre differentialer (normalt på forakslen, epicyklisk med Ferguson viskokobling i midten samt selvlåsende Torsen-differentiale på bagakslen) og en 2,0-liters firecylindret turbomotor med 16 ventiler og 137 kW (186 hk).
I april 1993 blev modelprogrammet udvidet med en mindre Twin Spark-motor på 1,7 liter med 85 kW (116 hk) og to turbodieselmotorer (1,9 liter med 66 kW (90 hk) og 2,5 liter med 92 kW (125 hk)), og samtidig blev den passive sikkerhed øget.
Efter tre år fik Alfa 155 i marts 1995 et let facelift med bredere forskærme og en modificeret front. Nyt var også en 2,0-liters Twin Spark 16V-motor med variabelt styret indsugningsknastaksel og 110 kW (150 hk).
Interiøret blev i maj 1996 diskret modificeret. Samtidig blev 1,7- og 1,8-litersmotorerne afløst af nye Twin Spark-motorer med 16 ventiler på 1,6 liter med 88 kW (120 hk) og 1,8 liter med 103 kW (140 hk). 2,5 V6 udgik af programmet uden afløser.
155 kom aldrig som Sportwagon (Alfa Romeos betegnelse for stationcar), selv om Sbarro i 1994 lavede en prototype til en sådan bil.
Produktionen af 155 blev afsluttet i oktober 1997, samtidig med introduktionen af efterfølgeren Alfa 156.
- Bagfra
- Alfa Romeo 155 Q4
- Alfa Romeo 155 (1995–1997)

## Motorer
Ved introduktionen havde 155 motorer, som var baseret på Alfa Romeos klassiske, firecylindrede rækkemotorer. Disse motorer var udstyret med kædedrevne knastaksler, to ventiler pr. cylinder og en motorblok af aluminium. Motorerne havde topstykker med dobbelttænding, heraf navnet "Twin Spark".
En undtagelse var topmodellen Q4, som havde nøjagtig samme drivlinje som Lancia Delta HF Integrale og derfor var udstyret med en turboladet Fiat Lampredi-motor med tandrem.
Senere fik modellen motorer, som var baseret på Fiats "modulær"-byggeserie. Disse havde motorblok af stål, tandremsdrevne knastaksler, fire ventiler pr. cylinder og dobbelttænding. I modsætning til de tidligere Alfa-motorer var tændrørene af forskellige størrelser og tændte heller ikke samtidig. Derudover tændte det i siden indskruede, mindre tændrør i motorens udstødningstakt for at forbedre udstødningsemissionerne.

### Tekniske data
|                                                | 1.6 Twin Spark      | 1.7 Twin Spark      | 1.8 Twin Spark      | 1.8 Twin Spark       | 2.0 Twin Spark       | 2.0 Twin Spark       | 2.0 Q4                    | 2.5 V6                          | 1.9 TD                    | 2.5 TD                    |
| Byggeperiode                                   | 1996−1997           | 1993−1996           | 1992−1996           | 1996−1997            | 1992−1995            | 1995−1997            | 1992−1997                 | 1992−1996                       | 1993−1997                 | 1993−1997                 |
| Motordata                                      |                     |                     |                     |                      |                      |                      |                           |                                 |                           |                           |
| Motortype                                      | R4-benzinmotor      | R4-benzinmotor      | R4-benzinmotor      | R4-benzinmotor       | R4-benzinmotor       | R4-benzinmotor       | R4-benzinmotor            | V6-benzinmotor                  | R4-dieselmotor            | R4-dieselmotor            |
| Antal ventiler pr. cylinder                    | 4                   | 2                   | 2                   | 4                    | 2                    | 4                    | 4                         | 2                               | 2                         | 2                         |
| Ventilstyring                                  | DOHC, tandrem       | DOHC, kæde          | DOHC, kæde          | DOHC, tandrem        | DOHC, kæde           | DOHC, tandrem        | DOHC, tandrem             | 2 × DOHC, tandrem               | OHC, tandrem              | OHV, tandhjul             |
| Fødesystem                                     | Multipoint          | Multipoint          | Multipoint          | Multipoint           | Multipoint           | Multipoint           | Multipoint                | Multipoint                      | Hvirvelkammer             | Forkammer                 |
| Trykladning                                    | –                   | –                   | –                   | –                    | –                    | –                    | Turbolader, ladeluftkøler | –                               | Turbolader, ladeluftkøler | Turbolader, ladeluftkøler |
| Køling                                         | Vandkøling          | Vandkøling          | Vandkøling          | Vandkøling           | Vandkøling           | Vandkøling           | Vandkøling                | Vandkøling                      | Vandkøling                | Vandkøling                |
| Boring × slaglængde                            | 82,0 × 75,7 mm      | 83,4 × 80,0 mm      | 84,0 × 80,0 mm      | 82,0 × 82,7 mm       | 84,0 × 90,0 mm       | 83,0 × 91,0 mm       | 84,0 × 90,0 mm            | 88,0 × 68,3 mm                  | 82,6 × 90,0 mm            | 92,0 × 94,0 mm            |
| Slagvolume                                     | 1599 cm³            | 1748 cm³            | 1773 cm³            | 1747 cm³             | 1995 cm³             | 1969 cm³             | 1995 cm³                  | 2492 cm³                        | 1929 cm³                  | 2500 cm³                  |
| Kompressionsforhold                            | 10,3:1              | 10,0:1              | 10,0:1              | 10,3:1               | 10,0:1               | 10,0:1               | 8,0:1                     | 10,0:1                          | 19,2:1                    | 21,0:1                    |
| Maks. effekt ved omdr./min.                    | 88 kW (120 hk) 6300 | 85 kW (116 hk) 5800 | 93 kW (126 hk) 6000 | 103 kW (140 hk) 6300 | 104 kW (141 hk) 6000 | 110 kW (150 hk) 6200 | 137 kW (186 hk) 6000      | 121 kW (165 hk) 5800            | 66 kW (90 hk) 4200        | 92 kW (125 hk) 4200       |
| Maks. drejningsmoment ved omdr./min.           | 144 Nm 4500         | 152 Nm 5000         | 165 Nm 5000         | 165 Nm 4000          | 187 Nm 5000          | 187 Nm 4000          | 291 Nm 2500               | 213 Nm 4500                     | 186 Nm 2600               | 294 Nm 2000               |
| Kraftoverførsel                                |                     |                     |                     |                      |                      |                      |                           |                                 |                           |                           |
| Drivende hjul                                  | Forhjul             | Forhjul             | Forhjul             | Forhjul              | Forhjul              | Forhjul              | Alle                      | Forhjul                         | Forhjul                   | Forhjul                   |
| Gearkasse (standardudstyr)                     | 5-trins manuel      | 5-trins manuel      | 5-trins manuel      | 5-trins manuel       | 5-trins manuel       | 5-trins manuel       | 5-trins manuel            | 5-trins manuel                  | 5-trins manuel            | 5-trins manuel            |
| Gearkasse (ekstraudstyr)                       | –                   | –                   | –                   | –                    | –                    | –                    | –                         | 4-trins automatisk              | –                         | –                         |
| Præstationer                                   |                     |                     |                     |                      |                      |                      |                           |                                 |                           |                           |
| Topfart                                        | 195 km/t            | 193 km/t            | 200 km/t            | 205 km/t             | 205 km/t             | 210 km/t             | 225 km/t                  | 215 km/t (210 km/t)             | 180 km/t                  | 195 km/t                  |
| Acceleration 0-100 km/t                        | 11,4 sek.           | 11,8 sek.           | 10,3 sek.           | 10,0 sek.            | 9,3 sek.             | 9,0 sek.             | 7,0 sek.                  | 8,4 sek. (9,5 sek.)             | 13,5 sek.                 | 10,4 sek.                 |
| Brændstofforbrug pr. 100 km ved blandet kørsel | 8,1 liter Blyfri 95 | 8,3 liter Blyfri 95 | 8,8 liter Blyfri 95 | 8,2 liter Blyfri 95  | 8,1 liter Blyfri 95  | 8,0 liter Blyfri 95  | 9,8 liter Blyfri 95       | 9,3 liter (9,6 liter) Blyfri 95 | 7,0 liter Diesel          | 7,2 liter Diesel          |

1. ↑  Værdier i parentes gælder for versioner med automatgear

Versionerne med benzinmotor er ikke E10-kompatible.

## 155 i motorsport
Efter en succesfuld første sæson i 1992, hvor racerkørerne Alessandro Nannini og Nicola Larini vandt det italienske standardbilsmesterskab med en 155 med 2,0-liters firecylindret turbomotor, blev den første 155 med V6-motor indsat i DTM fra 1993.